# Харис Шкоро
Харис Шкоро (сербохорв. Haris Škoro, нар. 2 вересня 1962, Сараєво) — югославський футболіст, що грав на позиції нападника. Виступав, зокрема, за клуби «Торіно» та «Цюрих», а також національну збірну Югославії.

## Клубна кар'єра
Розпочав кар'єру в ФК «Вогошча». Після цього ще молодим перспективним юнаком перейшов у «Босна Високо», де відіграв один сезон. У цій команді був помічений скаутами «Желєзнічара», які були зацікавлені в послугах Хариса. У 1979 році перейшов до сараєвського клубу. У 1982 році потужний нападник дебютував у складі клубу, в якій провів п'ять сезонів, взявши участь у понад 1000 матчах чемпіонату. Був одним з гравців того «золотого покоління» «Желєзнічара», яке дійшло до 1/2 фіналу Кубку УЄФА 1984/85.
У 1987 році перейшов, як пріоритетна ціль Мирослава Блажевича, до «Динамо» (Загреб). В югославському чемпіонаті зіграв 30 матчів та відзначився 14-ма голами. Проте в Загребі Шкоро затримався лише на один сезон, після чого три сезони відіграв у «Торіно». В Серії A дебютував 9 жовтня 1988 року в програному (2:3) поєдинку проти «Сампдорії», в якому також відзначився голом. У сезоні 1988/89 років вилетів до Серії B, але вже за підсумками наступного ж — повернувся до Серії A. В складі італійського клубу відзначився 19-ма голами у 87-ти матчах. На даний час є автором найшвидшого голу в Серії B, яким відзначився на 9-й секунді поєдинку Торіно - Анкона. Більшість часу, проведеного у складі «Торіно», був основним гравцем атакувальної ланки команди.
У 1992 році переїхав до Швейцарії, де уклав контракт з клубом «Цюрих», у складі якого провів наступні чотири роки своєї кар'єри гравця. Граючи у складі «Цюриха» також здебільшого виходив на поле в основному складі команди.
Завершив професійну ігрову кар'єру у клубі «Баден», за команду якого виступав протягом 1995—1996 років.

## Виступи за збірну
Виступав у складі національної збірної Югославії з 1985 по 1989 рік. Протягом кар'єри у національній команді, яка тривала 9 років, провів у формі головної команди країни 15 матчів (9 - як гравець «Желєзнічара», 4 — як гравець «Динамо» та 2 — як гравець «Торіно»), забивши 4 м'ячі. 28 вересня 1985 року дебютував у складі національної збірної в переможному (2:1) поєдинку Чемпіонаті світу 1986 проти НДР (у Белграді). Брав участь у кваліфікації Чемпіонаті світу 1990 році. Брав участь 13 грудня 2989 року в переможному (2:1) товариському поєдинку (в Лондоні) проти збірної Англії.
17 листопада 1990 року, після здобуття Хорватією незалежності, отримав запрошення від головного тренера національної збірної Хорватії Дражана Єрковича на історичний перший товариський матч новоствореної команди проти США в Загребі. Але, незважаючи на своє особисте бажання виступати за Хорватію в той час клуб не відпустив гравця, оскільки не був зобов'язаний це зробити, так як матч не проводився у спеціально встановлений час для національних збірних.
На даний час проживає в Швейцарії.

## Статистика виступів

### Голи за збірну
| Голи в збірній | Голи в збірній | Голи в збірній | Голи в збірній      | Голи в збірній | Голи в збірній | Голи в збірній | Голи в збірній   |
| #              | Дата           | Місце          | Поєдинок            | Гол(и)         | Рахунок        | Результат      | Змагання         |
| -------------- | -------------- | -------------- | ------------------- | -------------- | -------------- | -------------- | ---------------- |
| 1              | 28/09/1985     | Белград        | Югославія – НДР     | 83'            | 1 – 2          | 1 – 2          | кваліфікація ЧС  |
| 2              | 11/05/1986     | Бохум          | ФРН – Югославія     | 6'             | 0 – 1          | 1 – 1          | Товариський матч |
| 3              | 19/05/1986     | Брюссель       | Бельгія – Югославія | 7'             | 0 – 1          | 1 – 3          | Товариський матч |
| 4              | 13/012/1989    | Лондон         | Англія – Югославія  | 17'            | 1 – 1          | 2 – 1          | Товариський матч |

## Досягнення
- Серія B
  -  Чемпіон (1): 1989/90